# Marianne Oppelt
Marianne Oppelt (* 24. November 1898 in Chemnitz; † 31. Dezember 1995 in Leipzig) war eine deutsche Malerin, Grafikerin und Textilkünstlerin.

## Leben und Werk
Der Vater Marianne Oppelts betrieb in Chemnitz eine Fabrik für Naturfarben und eine Obstweinkelterei. Die künstlerische Ausbildung der Tochter lag der Familie sehr am Herzen. Sie machte die Mittlere Reife und nahm danach von 1914 bis 1917 Privatunterricht bei der Chemnitzer Malerin Rose Friedrich. Als der Vater verstarb, hinterließ er ihr 3.000 Mark, mit denen sie von 1917 bis 1921 ein Studium der Malerei bei Max Feldbauer und Paul Rößler an der Akademie für Kunstgewerbe in Dresden finanzieren konnte. Entscheidende Impulse für ihre eigenständige künstlerische Entwicklung erhielt sie dort von Margarete Junge. Nach Abschluss des Studiums arbeitete sie von 1921 bis 1922 als Musterzeichnerin und Koloristin in der Chemnitzer Möbelstoff-Weberei Camman & Co. 1923 legte Marianne Oppelt in Dresden die Prüfung als Zeichenlehrerin ab. Ihre vom Geist der Moderne geprägten und unter dem Einfluss der Bauhaus-Weberei stehenden Entwürfe fielen auf, und sie wurde 1922 an die Kunsthandwerkstätten der Höheren Schule für Frauenberufe zu Leipzig als Fachlehrerin für Textilentwurf und Leiterin der Abteilung für Weben und Sticken berufen und zog nach Leipzig. Nachdem die Kunsthandwerkstätten 1931 in die Kunstgewerbeschule der Stadt Leipzig (später Meisterschule für das gestaltende Handwerk) überführt worden waren, wurde Marianne Oppelt Leiterin der Werkstatt Weben und Sticken und gemeinsam mit Kurt Kölling und Curt Metze (1891–1976) der Abteilungen Dekorative Malerei sowie Textil und Stoffdruck. Marianne Oppelt galt als Koryphäe der modernen Textilkunst, sie betätigte sich aber auch als Malerin. Von besonderer Bedeutung sind zwei 1927/29 entstandene, von geometrisch-konstruktiver Abstraktion geprägte großformatige Kelim-Wandbehänge, die sich im GRASSI Museum für Angewandte Kunst Leipzig befinden.
In der Zeit des Nationalsozialismus war Marianne Oppelt obligatorisch Mitglied der Reichskammer der bildenden Künste. Textile Arbeiten Marianne Oppelts wurden auf vielen wichtigen Ausstellungen gezeigt, u. a. auf den Weihnachtsausstellungen des Kunstgewerbevereins im Grassimuseum, 1932 erstmals auf der Großen Ausstellung der GEDOK im Museum der bildenden Künste Leipzig, 1936, 1942 und 1943 auf den Großen Leipziger Kunstausstellungen, 1943 auf einer groß angelegten Ausstellung der Städtischen Textil- und Kunstgewerbesammlungen Chemnitz und auf mehreren weiteren Ausstellungen der GEDOK, deren Mitglied sie war.
Die Kunstgewerbeschule brannte in der Nacht vom 3. zum 4. Dezember 1943 durch Bomben vollständig aus und wurde 1944 geschlossen. Damit verlor Marianne Oppelt ihre Anstellung. Seitdem arbeitete sie in Leipzig freischaffend als Malerin, Grafikerin und Textilkünstlerin. Von 1947 bis in die 1970er Jahre war sie freie Mitarbeiterin des Universalverlags Leipzig, das späteren Verlags für die Frau. Sie schuf das damals in der DDR gut bekannte Logo der Zeitschrift „Handarbeit“ und scheute sich nicht, zahllose Entwürfe von Strickmodellen und Handarbeiten zu machen.
Marianne Oppelt war von 1950 bis 1990 Mitglied des Verbands Bildender Künstler der DDR und hatte eine bedeutende Anzahl von Einzelausstellungen und Ausstellungsbeteiligungen.
Werke von Marianne Oppelt befinden sich außer im GRASSI-Museum u. a. im Leipziger Museum der bildenden Künste und in der Galerie Junge Kunst, Frankfurt/Oder. Ihr Nachlass liegt in der Sächsischen Landesbibliothek Dresden.

## Werke (Auswahl von Bildern)
- Mächtige, rote Kirche hinter Bäumen (Pastell, 1927)[2]

## Ausstellungen nach 1945 (unvollständig)

### Einzelausstellungen
- 1987 Leipzig, Galerie Süd (Aquarelle)
- 1997 Leipzig, Galerie Wort und Werk (mit Irmgard Horlbeck-Kappler)
- 2004 Leipzig, Galerie Süd

### Ausstellungsbeteiligungen
- 1946: Leipzig, Heimatmuseum, Leipziger Kunstausstellung
- 1946/1947: Leipzig, Museum der Bildenden Künste („Mitteldeutsche Kunst“)[3]
- 1948: Leipzig, Museum der bildenden Künste („Leipziger Kunstausstellung 1948“)[4]
- 1959, 1975 und 1985: Leipzig, Bezirkskunstausstellungen
- 1994: Markkleeberg („Die Stillen im Lande“)